# Pancerniki typu Virginia
Pancerniki typu Virginia – seria pięciu amerykańskich pancerników generacji przeddrednotów, wcielonych do służby w latach 1906–1907. Zostały zaprojektowane jako pierwsze prawdziwie pełnomorskie pancerniki amerykańskie. Okręty brały udział w podróży dookoła świata, która została nazwana rejsem Wielkiej Białej Floty. Drugi i ostatni raz US Navy eksperymentowała z użyciem wież dział artylerii pomocniczej o kalibrze 203 mm ustawionych na wieżach dział artylerii głównej kalibru 305 mm (połowa artylerii średniej została tak umieszczona – druga połowa została umieszczona w zwykłych wieżach). Tak jak poprzedni eksperyment (zastosowany w pancernikach typu Kearsarge) i tym razem zakładane efekty nie zostały osiągnięte i te działa okazały się niezbyt użyteczne.
Okręty w czasie I wojny światowej były już przestarzałe i były używane w większości jako okręty szkolne (po wprowadzeniu generacji drednotów ich możliwości bojowe znacznie spadły w porównaniu do nowych okrętów).
W 1923 roku pojawiła się propozycja pozyskania przez Polskę pancerników. Na mocy Traktatu Waszyngtońskiego, Amerykanie musieli pozbyć się m.in. 13 pancerników, głównie starszych typów. Amerykański senator ze stanu Maryland, Joseph Irwin France stworzył projekt ustawy, na mocy której Amerykanie przekazaliby Polsce wszystkie pięć okrętów. Okręty miały być przekazane za darmo, natomiast polskie władze miały pokryć koszty ich podróży do Europy. Projekt nie doszedł do skutku zapewne z powodu sporych kosztów transportu i później eksploatacyjnych.

## Dane techniczne
- Opancerzenie
  - Burty: 203 mm – 280 mm (8-11 cali)
  - Barbety: 190 mm – 254 mm (7,5 – 10 cali)
  - Wieże działowe: 152 mm – 305 mm (6-12 cali)
  - Pokład: 38 mm – 76 mm (1,5 – 3 cale)

- Uzbrojenie:
  - Główne: 4 działa kalibru 305 mm (12 cali)
  - Główne pomocnicze: 8 dział kalibru 203 mm (8 cali)
  - Średnie: 12 dział kalibru 152 mm (6 cali)
  - Pomocnicze: 24 działa 37 mm
  - Karabiny maszynowe: 4 kalibru 7,62 mm (0.30 cala)
  - Torpedowe: 4 wyrzutnie kalibru 533 mm (21 cali)

## Okręty tego typu

### USS "Virginia"
- Znak taktyczny:  BB-13
- Położenie stępki: 21 maja 1902
- Wodowanie: 6 kwietnia 1904
- Przyjęcie do służby: 7 maja 1906

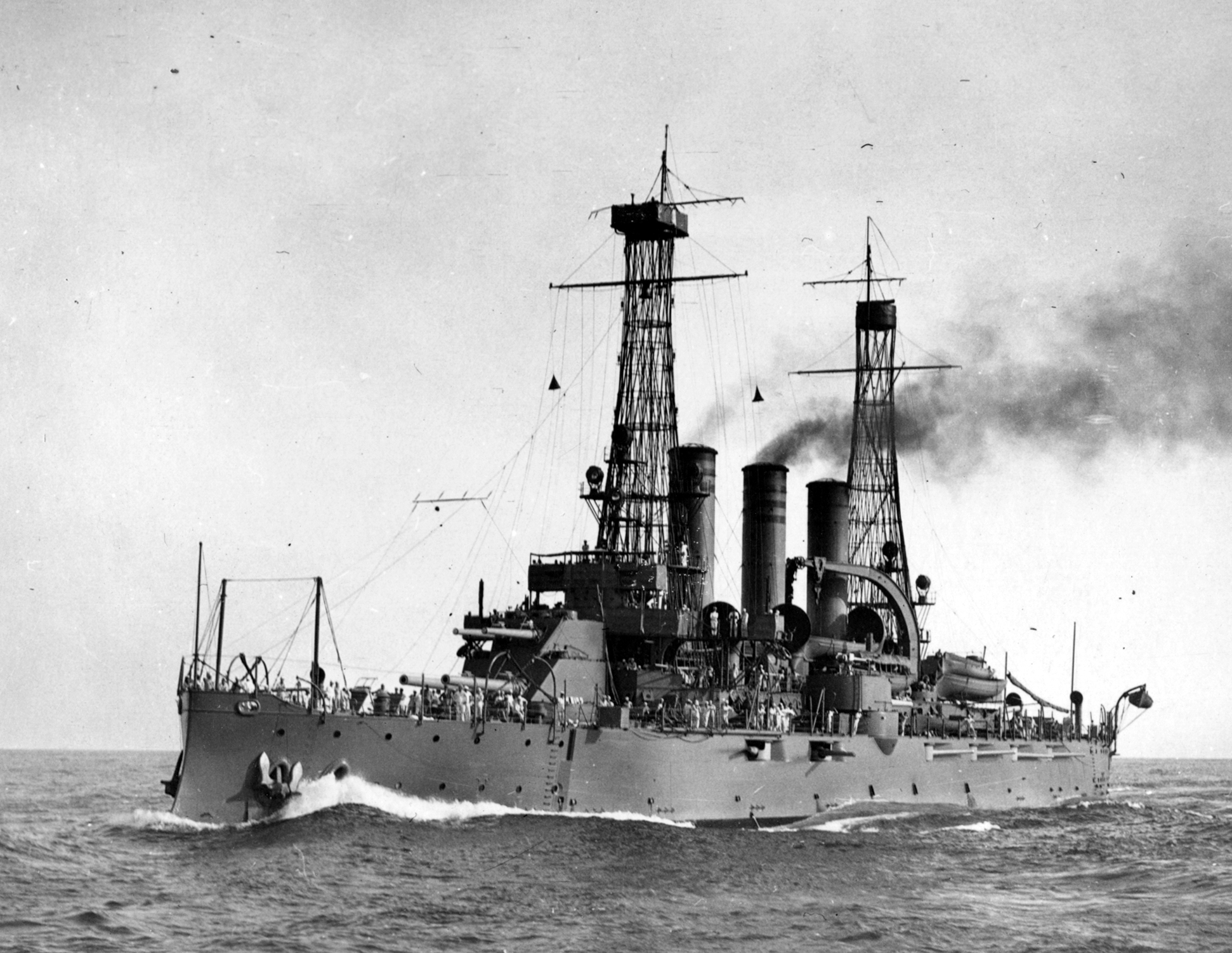
USS "Virginia"

- Los:  wycofany ze służby 13 sierpnia 1920 i zatopiony jako okręt-cel 5 września 1923

### USS "Nebraska"
- Znak taktyczny:  BB-14
- Położenie stępki: 4 lipca 1902
- Wodowanie: 7 października 1904
- Przyjęcie do służby: 1 lipca 1907

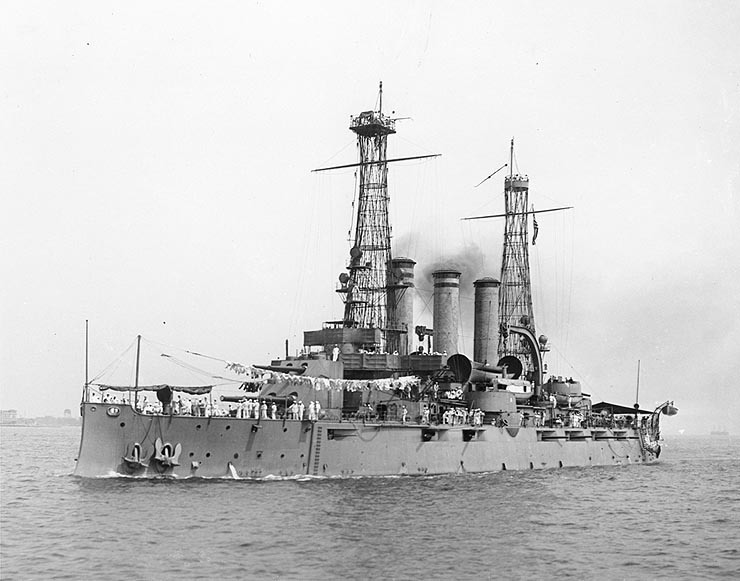
USS "Nebraska"

- Los: wycofany ze służby 2 lipca 1920 i sprzedany na złom w listopadzie 1923

### USS "Georgia"
- Znak taktyczny:  BB-15

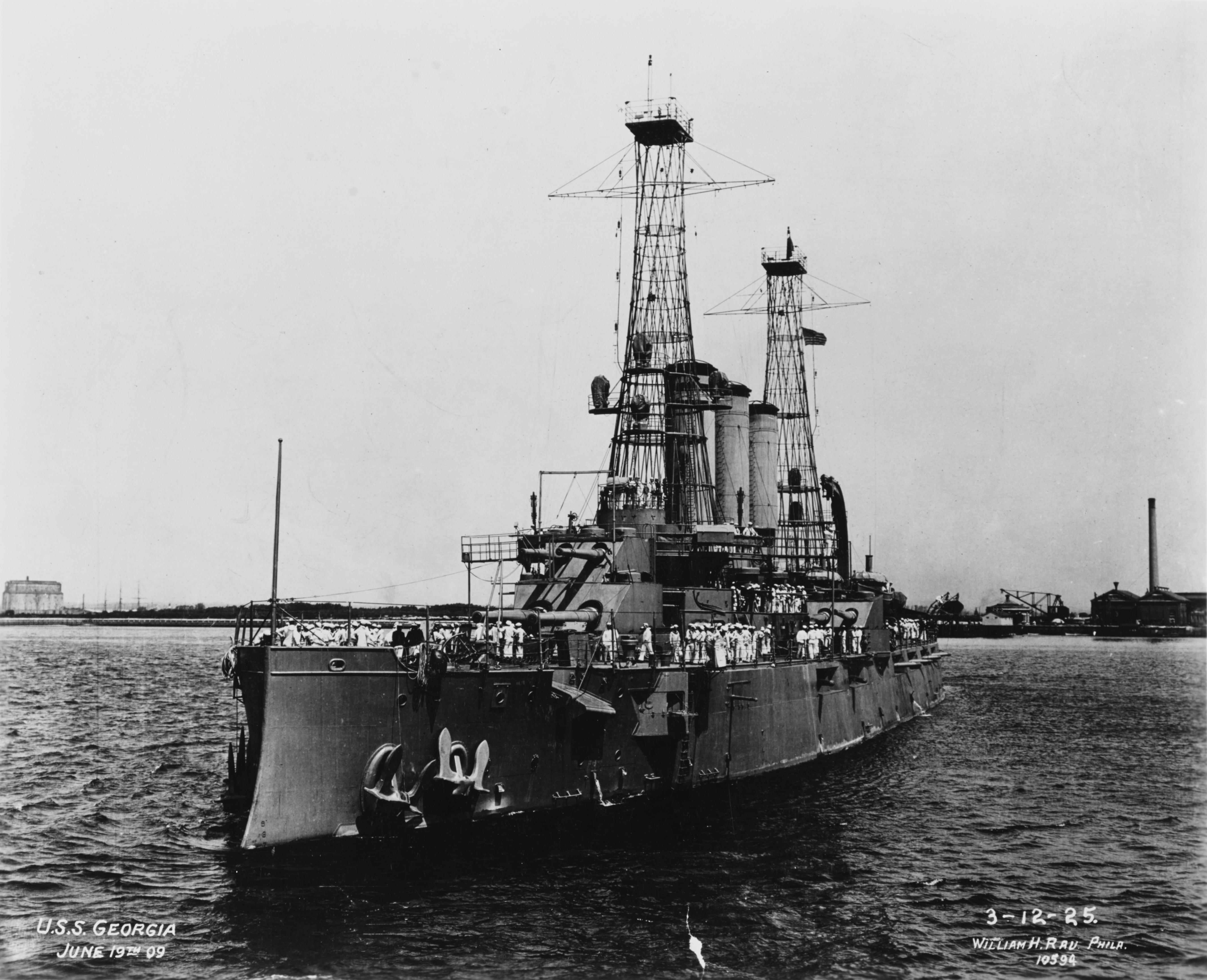
USS "Georgia"

- Położenie stępki: 31 sierpnia 1901
- Wodowanie: 11 października 1904
- Przyjęcie do służby: 24 września 1906
- Los: wycofany ze służby 15 lipca 1920 i sprzedany na złom 1 listopada 1923.

### USS "New Jersey"
- Znak taktyczny:  BB-16
- Położenie stępki: 2 kwietnia 1902
- Wodowanie: 10 listopada 1904
- Przyjęcie do służby: 11 maja 1906

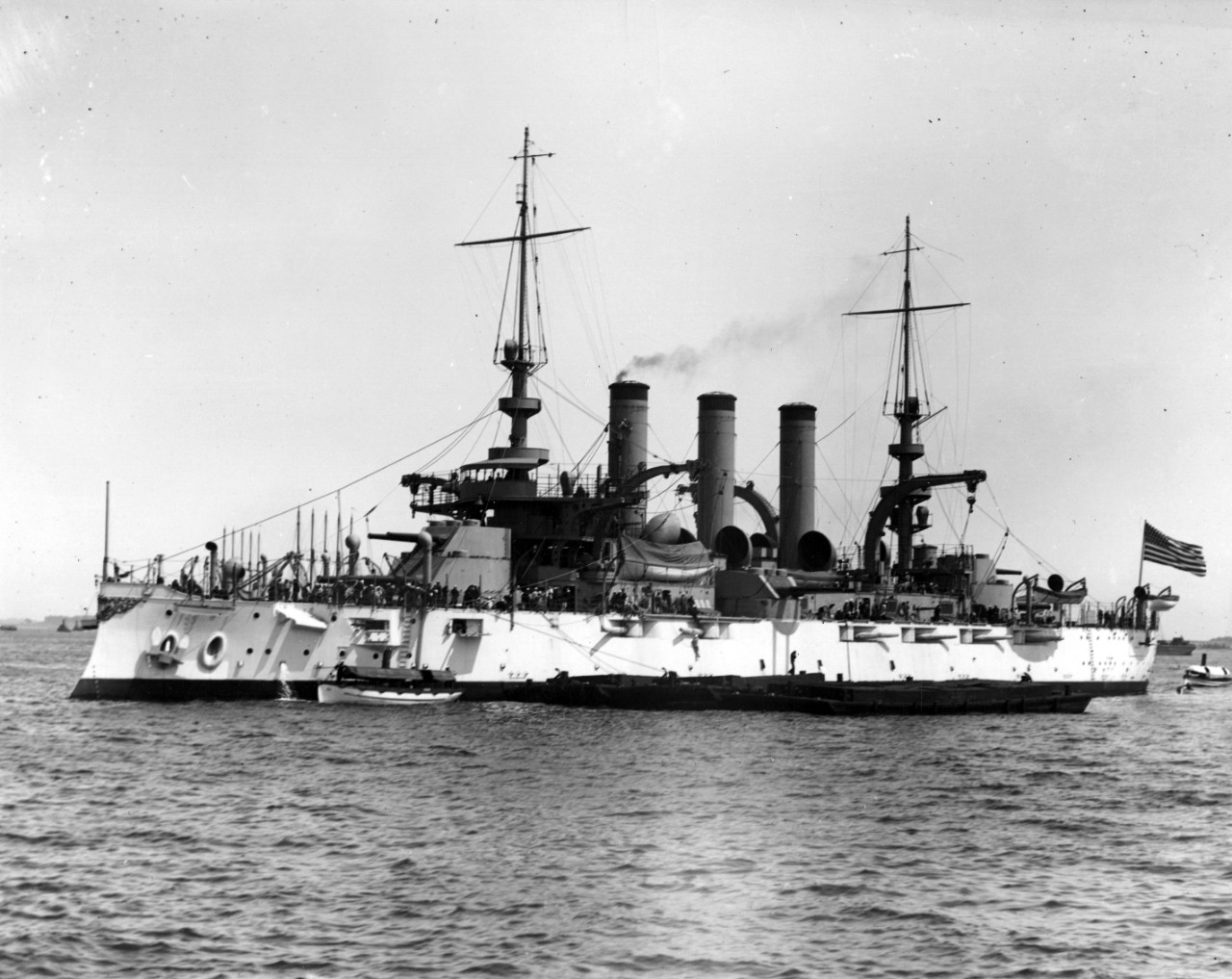
USS "New Jersey"

- Los: wycofany ze służby 6 sierpnia 1920 i zatopiony jako okręt-cel dla samolotów w listopadzie 1923.

### USS "Rhode Island"
- Znak taktyczny:  BB-17
- Położenie stępki: 1 maja 1902
- Wodowanie:  17 maja 1904

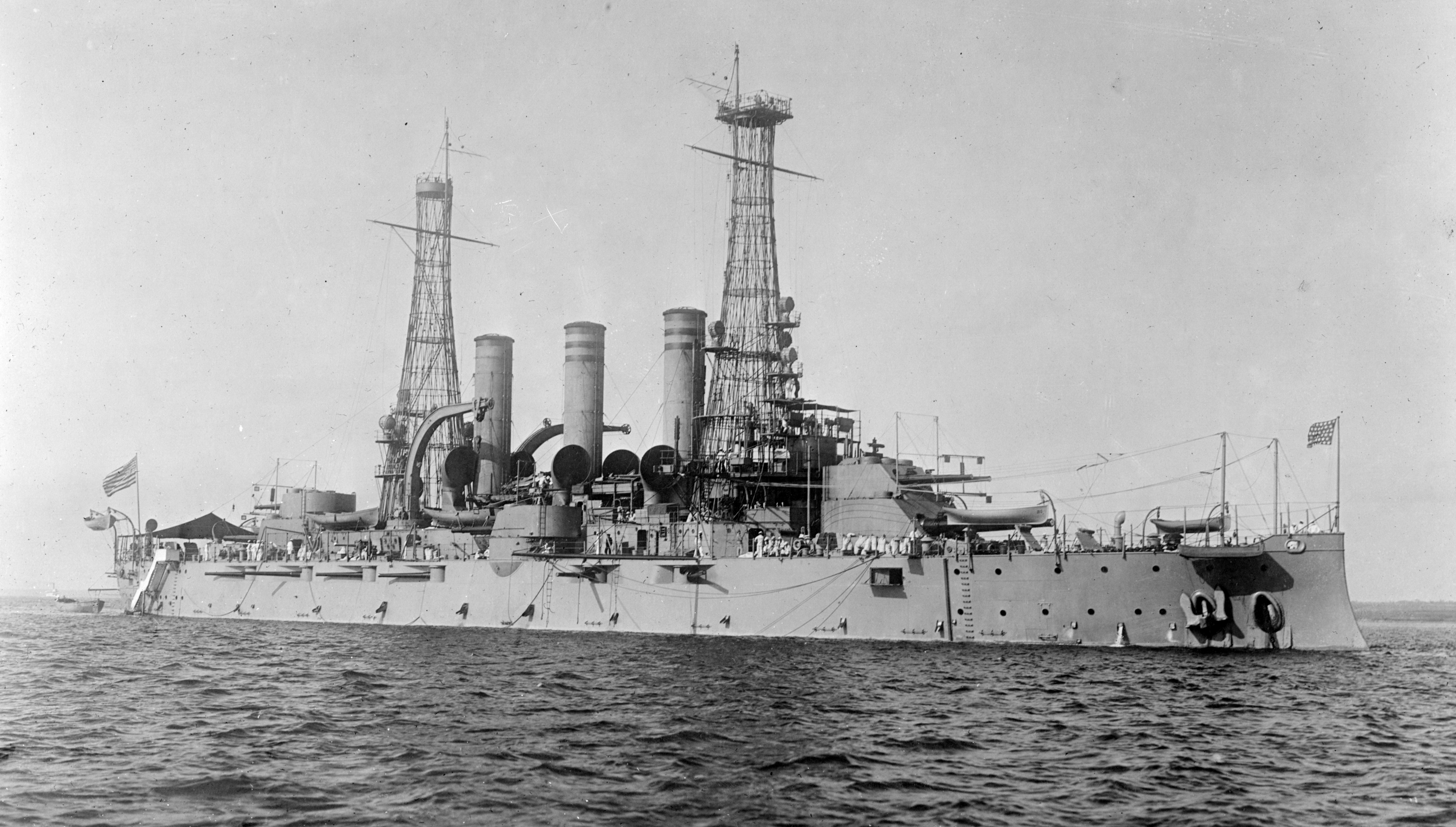
USS "Rhode Island"

- Przyjęcie do służby: 19 lutego 1906
- Los: wycofany ze służby 30 czerwca 1920 i sprzedany na złom 1 listopada 1923.